# José María Macías
José María Macías Castaño (Barcelona, 1964) es un magistrado, abogado y profesor universitario español, magistrado del Tribunal Constitucional desde el 30 de julio de 2024. Anteriormente, entre 2015 y 2024, ejerció como vocal del Consejo General del Poder Judicial.

## Biografía
Se licenció en Derecho, con premio extraordinario de carrera, por la Universidad Autónoma de Barcelona en 1988. Dos años después se incorporó a la carrera judicial, pasando por diferentes jurisdicciones así como diversos juzgados, tales como los de Rubí, Mataró, Tarrasa,y Barcelona. Precisamente, en este último juzgado se incorporó a la jurisdicción contencioso-administrativa, donde ha desarrollado gran parte de su carrera. Asimismo, desde 1991 es profesor de derecho administrativo en la Universidad Autónoma de Barcelona.
Durante el último año de Jordi Pujol al frente de la Generalidad de Cataluña, Macías desempeñó el cargo de director general de los Servicios Contenciosos del Gobierno autonómico. A mediados de 2003 se reincorporó a su plaza en los juzgados de lo contencioso-administrativo de Barcelona.
En 2005 solicitó la excendencia de la carrera judicial para ejercer la abogacía, incorporándose al bufete Cuatrecasas.
Además de la abogacía y la judicatura, también es profesor universitario, siendo profesor de derecho administrativo en la Universidad Autónoma de Barcelona desde 1991 y profesor en Universidad Pompeu Fabra en el Máster de Abogacía coorganizado.
En 2015 fue elegido vocal del Consejo General del Poder Judicial para sustituir a Mercè Pigem.
Tras el acuerdo entre los partidos mayoritarios de las Cortes en 2024 para renovar el Consejo General del Poder Judicial y suplir la última vacante del Tribunal Constitucional, Macías fue propuesto por el Senado para esta última plaza. Tras ser elegido por el Senado, fue nombrado por el rey y tomó posesión del cargo ante este el 30 de julio de 2024, en el Palacio Real de la Almudaina.